# Chồi nách

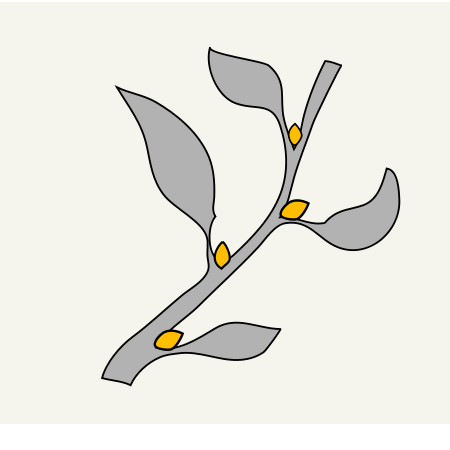
Chồi nách nằm ở giao điểm của cuống lá và thân cây

Chồi nách (tiếng Anhː axillary bud:74) hay chồi bên (tiếng Anhː lateral bud:423, tránh nhầm lẫn với offset cũng dịch là "chồi bên":545), còn gọi là chồi phôi (embryonic shoot) hoặc chồi cơ quan (organogenic shoot), là chồi nằm ở nách lá. Mỗi chồi có khả năng hình thành nhánh cây và có thể chuyên hóa để tạo ra chồi sinh dưỡng (thân và cành) hoặc chồi sinh sản (hoa). Sau khi hình thành, một chồi nách có thể ở trạng thái ngủ trong một thời gian hoặc có thể hình thành nhánh cây ngay sau đó.:306

## Tổng quan

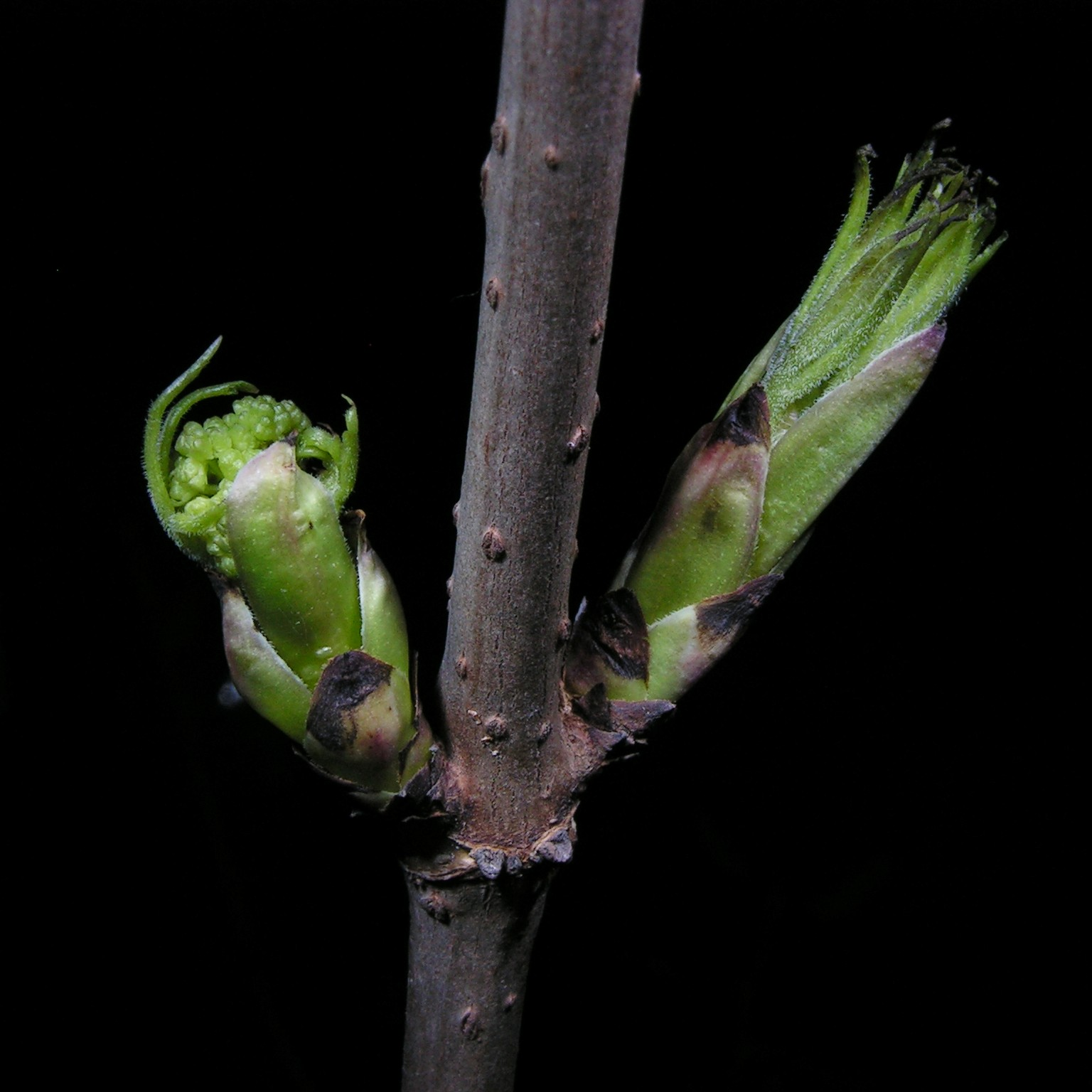
Chồi nách có khả năng hình thành cành sinh dưỡng hoặc cành sinh sản (hoa).
Minh họa: Chồi sinh sản (bên trái) và chồi sinh dưỡng (bên phải) của cây Cơm cháy đỏ (Sambucus racemosa) tại tỉnh Moskva, Nga

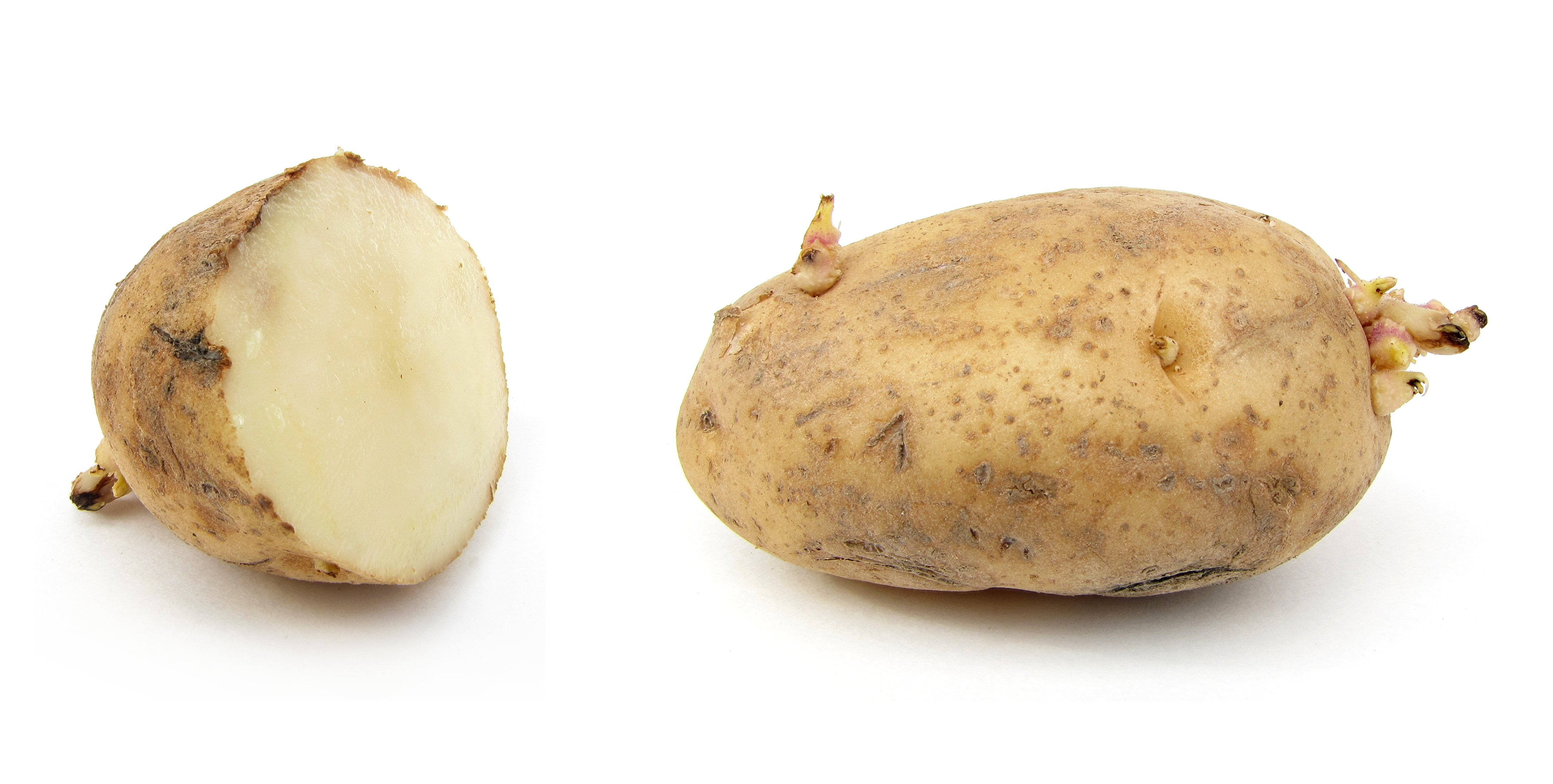
Chồi nách mọc ra từ "mắt" ở củ Khoai tây (Solanum tuberosum)

Chồi nách xuất hiện ở vị trí giao nhau giữa thân và cuống lá của cây.:18 Nó phát sinh ngoại sinh từ lớp vỏ ngoài của thân cây.
Chồi nách không phát triển thành nhánh cây ở những cây có ưu thế ngọn mạnh (xu hướng chỉ phát triển chồi ngọn trên thân chính). Ưu thế ngọn xảy ra vì mô phân sinh của chồi ngọn sản xuất ra auxin ngăn cản chồi nách phát triển. Các chồi nách bắt đầu phát triển khi chúng tiếp xúc với ít auxin hơn, ví dụ ở cây có ưu thế ngọn yếu tự nhiên hoặc nếu ưu thế ngọn bị phá vỡ bằng cách loại bỏ chồi ngọn hoặc nếu chồi ngọn đã phát triển đủ xa chồi nách để auxin có ít tác dụng hơn.

### Tác dụng của auxin

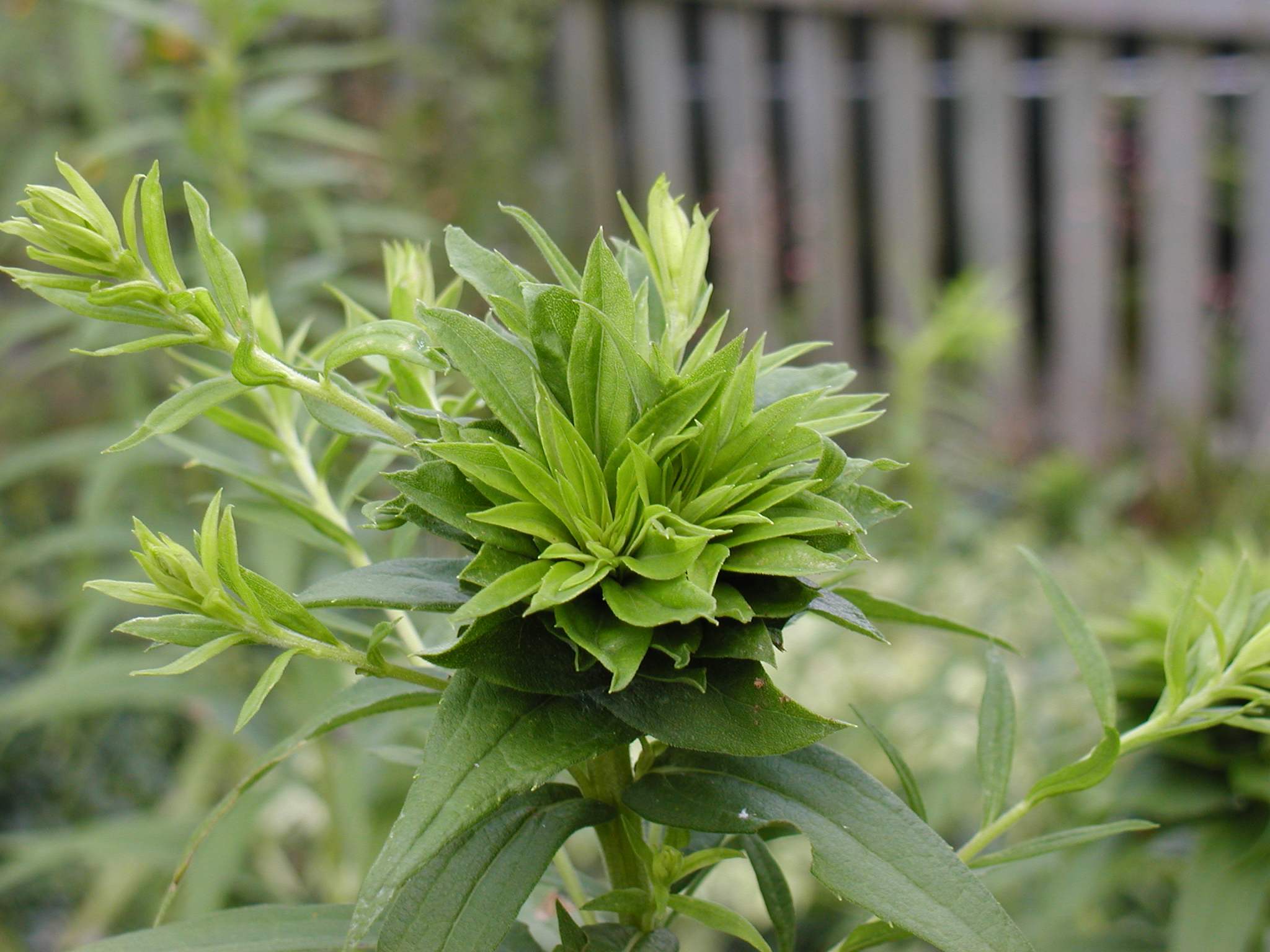
Bệnh phylody do Phytoplasma Aster Yellows gây ra trên cây Cúc hoàng anh (Solidago sp.).

Khi mô phân sinh đỉnh phát triển và hình thành lá, một vùng tế bào phân sinh được để lại ở đốt giữa thân và cuống lá. Những chồi nách này thường ở trạng thái ngủ vì bị ức chế bởi auxin do mô phân sinh ngọn tạo ra, hiện tượng này được gọi là ưu thế ngọn.
Nếu mô phân sinh ngọn bị loại bỏ hoặc đã phát triển đủ xa khỏi chồi nách, chồi nách có thể được kích hoạt (hay nói đúng hơn là được giải phóng khỏi sự ức chế của hormone thực vật). Khi thoát khỏi ưu thế ngọn, giống như chồi ngọn, chồi nách có thể phát triển thành cành sinh dưỡng (tạo ra nhánh, lá mới) hoặc cành sinh sản (mang hoa).

### Các bệnh ảnh hưởng đến chồi nách
Một số bệnh thực vật – đặc biệt là bệnh phytoplasma có thể làm phát triển bất thường của các bộ phận hoa thành các cấu trúc lá, chồi nách phát triển mạnh và khiến cây trông rậm rạp.